# Norton Museum of Art
Norton Museum of Art – galeria sztuki znajdująca się w West Palm Beach w stanie Floryda (USA). Galerię założyli w 1941 Ralph i Elizabeth Nortonowie.
Celem Norton Museum jest dążenie do zachowania i rozwoju kolekcji dzieł sztuki i działalność edukacyjna poprzez organizowanie specjalnych wystaw, publikacje wydawnictw oraz popularyzacja sztuki wśród mieszkańców regionu.
Deklaracją programową Norton Museum of Art jest:
Zachować dla przyszłości najpiękniejsze rzeczy z przeszłości.

## Historia
Norton Museum of Art założyli w 1941 Ralph Hubbard Norton (1875–1953) i jego żona Elizabeth Calhoun Norton (1881–1947). Oboje przez wiele lat aktywnie interesowali się sztuką i zgromadzili pokaźną kolekcję malarstwa i rzeźby.
Norton, przemysłowiec i szef Acme Steel Company w Chicago, przesiedl w 1939 na emeryturę i osiadł w West Palm Beach na Florydzie. Podjął wówczas decyzję o udostępnieniu swych zbiorów publiczności. W 1940 pomiędzy ulicami South Olive Avenue a South Dixie Highway wybudował siedzibę Norton Gallery and School of Art. Projekt budowli zlecił architektowi Marionowi Wyethowi z firmy Wyeth, King & Johnson. Wybudowany w stylu art déco/klasycystycznym budynek otworzył swoje podwoje dla publiczności 8 lutego 1941.
Kolekcja muzeum składa się z ponad 7000 eksponatów obejmujących głównie sztukę europejską, amerykańską, chińską, sztukę współczesną oraz fotografię. W 1993 z powodu gwałtownego wzrostu tak zbiorów jak i potrzeb w zakresie ich ekspozycji podjęto działania w celu rozbudowy powierzchni muzeum.
W celu sfinansowania podjętych działań muzeum przeprowadziło kampanię fundraisingową. W efekcie jego powierzchnia zwiększyła się ponad dwukrotnie. Projekt rozbudowy muzeum powierzono firmie Centerbrook Architects and Planners; roboty budowlane zakończono w styczniu 1997.
Ostatnim etapem rozbudowy muzeum było oddanie do użytku 8 marca 2003 nowego skrzydła gmachu, nazwanego od nazwisk jego fundatorów Gail and Melvin Nessel Wing. Skrzydło ma ok. 4180 m² powierzchni. Składają się nań spiralne schody oparte na wsporniku oraz trzykondygnacyjne atrium z motywami architektonicznymi zaczerpniętymi ze zbiorów muzealnych. Dzięki nowemu skrzydłu, zaprojektowanemu przez Chada Floyda z Centerbrook Architects z Connecticut powierzchnia muzeum wzrosła do ok. 11340 m², dzięki czemu możliwe stało się lepsze wyeksponowanie zbiorów muzealnych, zarówno w nowych jak i istniejących galeriach. Wiele eksponatów udostępniono po raz pierwszy dla zwiedzających. W nowym skrzydle urządzane są cykliczne wystawy spośród stałych zbiorów muzeum. W skrzydle urządzono 14 nowych galerii, jego elegancki dziedziniec zintegrowany z całością założenia umożliwia organizowanie imprez edukacyjnych i towarzyskich a wystroju wnętrza dopełnia szklany, podwieszany sufit zamówiony u dekoratora wnętrz Dale’a Chihuly, składający się z 693 szklanych elementów. Dzięki tej rozbudowie Norton Museum of Art stało się największym muzeum w stanie Floryda.

## Kolekcja

### Sztuka amerykańska

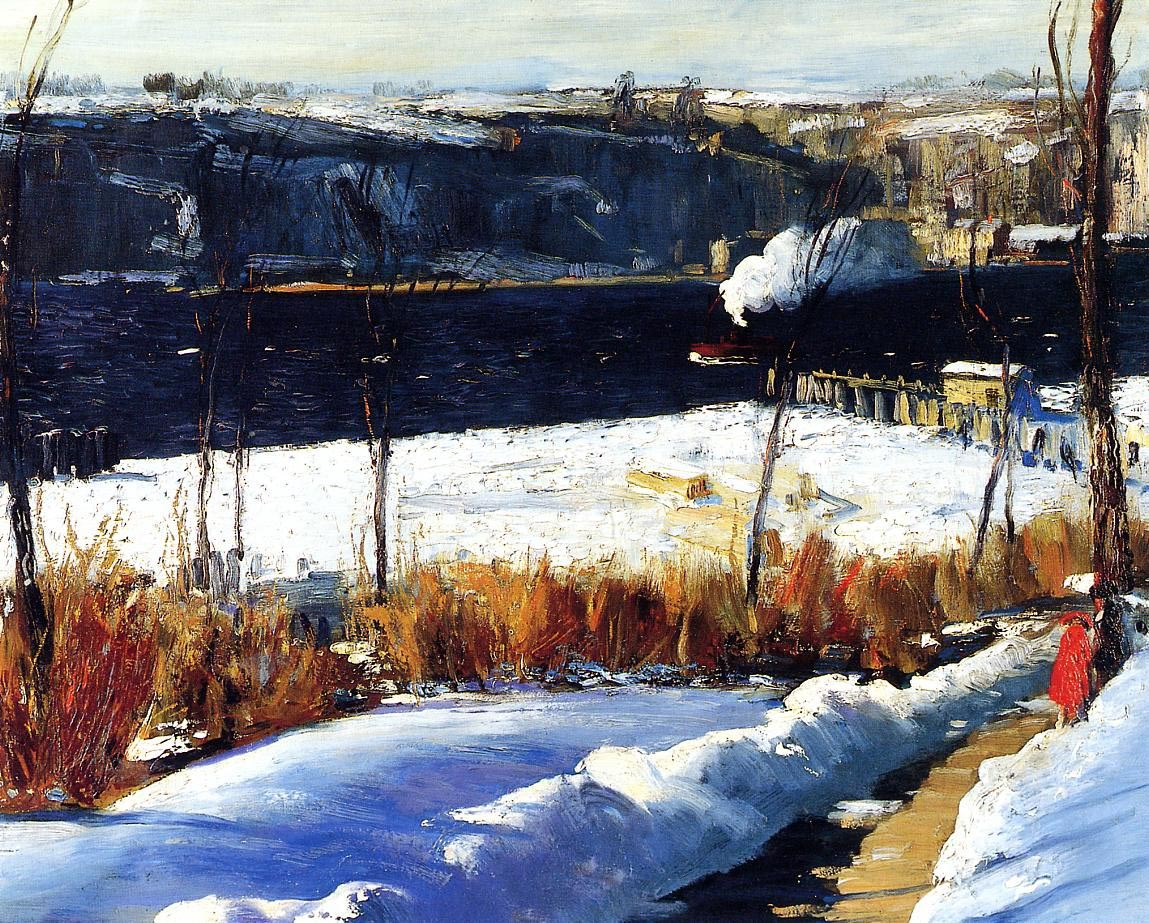
George Bellows, Zimowe popołudnie, Riverside Park, Nowy Jork, styczeń 1909, olej na płótnie, 76,2 x 96,5 cm

Jedną z głównych atrakcji muzeum jest imponujący zbiór dzieł sztuki amerykańskiej końca XIX i XX w. Na ok. 1200 eksponatów składają się obrazy, rzeźby i prace wykonane na papierze, odzwierciedlające niemal wszystkie tendencje występujące w Ameryki Północnej po roku 1870 – od amerykańskiej odmiany impresjonizmu i twórców Ashcan School poprzez regionalizm i modernizm aż po ekspresjonizm abstrakcyjny. Wśród artystów, których dzieła znajdują się w muzeum, są m.in. Charles Marion Russell, piewca Dzikiego Zachodu (obraz Przebudzenie myśliwych), Mary Cassatt, przedstawicielka impresjonizmu, George Bellows, malarz popularnych scen brutalnych walk bokserskich, wyjątkowy piewca pejzaży, szczególnie widoków zimy i śniegu, Stuart Davis, przedstawiciel wczesnego amerykańskiego modernizmu i Ash Can School i Jackson Pollock, reprezentant ekspresjonizmu abstrakcyjnego.

### Sztuka europejska

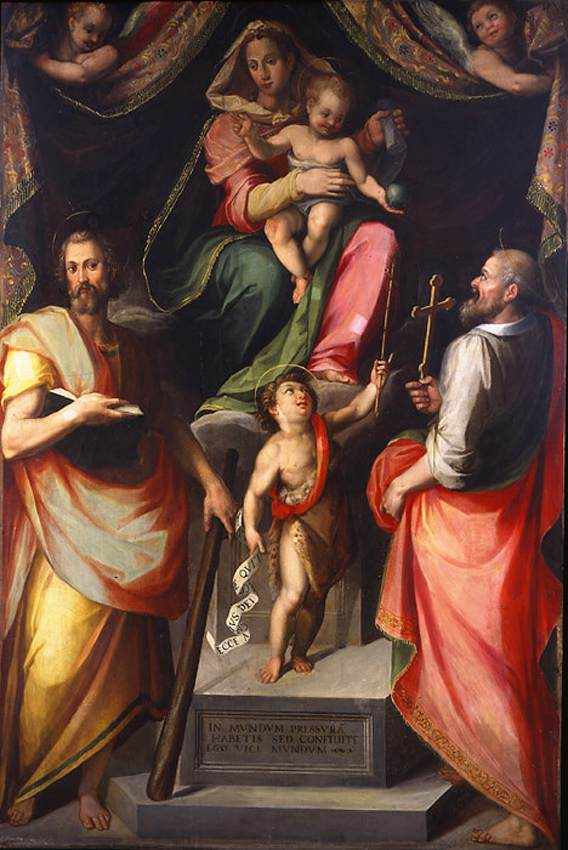
Giovanni Maria Butteri, Madonna tronująca z Dzieciątkiem, św. Judą, św. Szymonem Zelotą i św. Janem Chrzcicielem, 1586, olej na drewnie, 228,6 x 157,5 cm

Kolekcja sztuki europejskiej obejmuje obrazy, rzeźby, rysunki i druki od ok. 1450 do 1950.
Dzieła pochodzące sprzed roku 1900 to przede wszystkim sceny religijne, mitologiczne, malarstwo pejzażowe i martwa natura. Wśród artystów reprezentowani są m.in.: włoscy malarze epoki renesansu i baroku – Mariotto Albertinelli, Giovanni Maria Butteri, Valerio Castello i Luca Giordano, flamandzcy i holenderscy malarze barokowi – Ferdinand Bol i Peter Paul Rubens. XVIII-wieczne malarstwo angielskie reprezentuje Sir Joshua Reynolds, malarz, portrecista, twórca obrazów historycznych, mitologicznych i pejzaży, pisarz i kolekcjoner. Malarstwo francuskie z tego samego stulecia to obrazy Jean-Baptiste'a Greuze. Na francuski XIX-wieczny realizm i impresjonizm składają się dzieła Gustave’a Courbeta, Claude’a Moneta, Edgara Degasa i Paula Gauguina.
Licznie reprezentowane są w zbiorach muzealnych główne kierunki sztuki XX w., będącej przedmiotem szczególnego zainteresowania Nortonów: kubizm, fowizm, dadaizm i surrealizm i ich przedstawiciele: Henri Matisse, Pablo Picasso, Georges Braque, Joan Miró i Paul Klee oraz pojedyncze dzieła takich twórców jak m.in.: Gino Severini, Giorgio de Chirico, Chaim Soutine i Marc Chagall.

### Sztuka współczesna
Ralph Norton był zapalonym kolekcjonerem sztuki tworzonej przez artystów współczesnych. Zgromadzone zbiory obejmują prace takich artystów jak m.in.: Joseph Beuys, Dan Flavin, Nancy Graves, Frank Stella, Alfredo Jaar, Richard Long, Lucio Fontana, Ursula von Rydingsvard, Yinka Shonibare, Richard Tuttle, Jeff Wall, Andy Warhol czy William Kentridge.
W 2002 kolekcjoner Gilbert Brownstone podarował muzeum 52 eksponaty sztuki współczesnej (malarstwo, rzeźba, rysunek), które gruntownie wzbogaciły ten dział kolekcji. W przekazanym darze znalazły się prace takich artystów jak m.in.: Josef Albers, Larry Bell, Gottfried Honegger, Sol LeWitt czy Allan MacCollum.

### Sztuka chińska
Stałym zainteresowaniem zwiedzających cieszy się dział sztuki chińskiej. Wiele eksponatów zgromadził jeszcze założyciel muzeum, starając się wybrać najlepsze przykłady z najważniejszych okresów historii Chin. Dział sztuki chińskiej stanowił od samego początku istotną część zbiorów muzeum. Na uwagę zasługują misternie rzeźbione prehistoryczne oraz XVIII i XIX-wieczne wyroby z żadu i z kamieni szlachetnych. Ważną grupą dzieł jest też ceramika i rzeźba buddyjska oraz sztuka sepulkralna i wyroby z porcelany.

### Fotografia
Istotnym działem w zbiorach muzealnych jest również fotografia jako forma sztuki. Zgromadzona kolekcja obejmuje ponad 2200 prac reprezentujących wszystkie rodzaje tego gatunku sztuki, począwszy od XIX w. aż po dzieła fotografii cyfrowej. Do wzbogacenia kolekcji przyczyniły się zarówno hojne donacje jak i znaczące zakupy prac największych twórców w historii fotografii jak: Henri Cartier-Bresson, August Sander, Bernd i Hilla Becher, Thomas Demand, Candida Höfer, László Moholy-Nagy, George Platt Lynes, Man Ray, Paul Strand czy Manuel Alvarez Bravo.